# 979 Ilsewa
979 Ilsewa là một tiểu hành tinh bay quanh Mặt Trời.